# Andreu Guerao
Andreu Guerao Mayoral (Barcelona, España, 17 de junio de 1983) es un exfutbolista español que jugaba de centrocampista.

## Trayectoria
Formó parte del fútbol base del F. C. Barcelona durante doce años hasta que fichó por el Málaga C. F. "B", de la Segunda División de España, en la temporada 2005-06. Ese año disputó treinta y tres partidos en los que consiguió anotar dos tantos. Al finalizar la campaña, el filial malaguista descendió a Segunda División B y, tras obtener la carta de libertad, fichó por el Real Sporting de Gijón. En su primer año con el conjunto asturiano disputó veintinueve encuentros y logró marcar un gol. En la temporada 2007-08 logró el ascenso a Primera División, aunque su participación en el equipo comenzó a verse muy reducida debido a las lesiones. A pesar de ello, pudo debutar en la máxima categoría en la jornada 2 de la temporada 2008-09, durante un encuentro disputado en el estadio Ramón Sánchez-Pizjuán ante el Sevilla F. C.
En el mercado de invierno de la temporada 2009-10, en la que solamente dispuso de minutos en la Copa del Rey, rescindió su contrato con el Sporting y fichó por el Polonia Varsovia. Un gol suyo ante el Legia de Varsovia en el último encuentro del curso supuso la victoria de su club en el derbi local sesenta años después, además de la permanencia en la Ekstraklasa. Continuó otro año más en Polonia hasta que, en septiembre de 2011, fichó por el Auckland City F. C. de Liga neozelandesa, con quien participó en la Copa Mundial de Clubes cayendo eliminado ante el Kashiwa Reysol japonés en la ronda preliminar del torneo. En enero de 2012 abandonó el equipo para firmar un contrato con el Dinamo Tbilisi.
El 31 de enero de 2013 se anunció su incorporación a la plantilla del Real Racing Club de Santander, pero al final de la campaña el equipo descendió a Segunda División B. En la temporada 2013-14 consiguió el ascenso a la categoría de plata tras finalizar como campeón del grupo I y derrotar a la U. E. Llagostera en la promoción. Tras un nuevo descenso a Segunda B en la campaña 2014-15, se desvinculó del Racing de Santander y fichó por el Western Sydney Wanderers. En su segundo partido con el club, disputado frente al frente al Adelaide United F. C., fue el autor de un autogol y, asimismo, del tanto que puso el 1-1 final en el marcador. El 5 de mayo de 2016 se anunció su desvinculación del club australiano y el 25 de julio se comprometió por dos temporadas con el Aris Salónica F. C. griego. Al término de la primera regresó a la Liga australiana para fichar por el Perth Glory F. C., club que abandonó una vez finalizada la campaña 2017-18.

## Clubes
| Club                          | País          | Año       |
| ----------------------------- | ------------- | --------- |
| F. C. Barcelona "C"           | España        | 2002-2004 |
| F. C. Barcelona "B"           | España        | 2004-2005 |
| Málaga C. F. "B"              | España        | 2005-2006 |
| Real Sporting de Gijón        | España        | 2006-2010 |
| Polonia Varsovia              | Polonia       | 2010-2011 |
| Auckland City F. C.           | Nueva Zelanda | 2011      |
| Dinamo Tbilisi                | Georgia       | 2012      |
| Lechia Gdańsk                 | Polonia       | 2012-2013 |
| Real Racing Club de Santander | España        | 2013-2015 |
| Western Sydney Wanderers      | Australia     | 2015-2016 |
| Aris Salónica F. C.           | Grecia        | 2016-2017 |
| Perth Glory F. C.             | Australia     | 2017-2018 |